# Saikaidō
Saikaidō (西海道?), literalmente «camino del mar del oeste»,  es un término japonés que denota la antigua región japonesa que actualmente comprende Kyūshū y también el principal camino que conduce a través de ella.  Saikaido fue uno de los principales circuitos (dō) o provincias del sistema Gokishichidō, el cual fue establecido durante el período Asuka. 
Este nombre identifica a la región geográfica de Kyūshū, la isla de Tsushima y la isla de Iki. Su división consistía en nueve provincias. Las provincias que comprendían la región eran Chikuzen, Chikugo, Buzen, Bungo, Hizen, Higo, Hyūga, Satsuma y Ōsumi.